# Черепанов, Александр Иванович

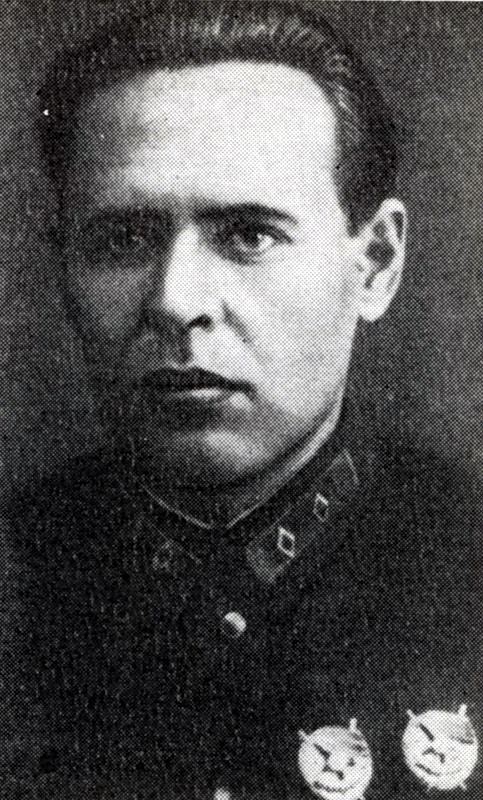
Комдив А. И. Черепанов.

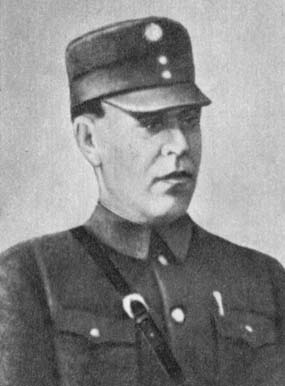
Главный военный советник А. И. Черепанов, Китай, 1938 год.

Черепа́нов Алекса́ндр Ива́нович (9 [21] ноября 1895 или 21 ноября 1895, Кислянское, Оренбургская губерния — 6 июля 1984, Москва) — советский военачальник, участник Первой мировой, Гражданской и Великой Отечественной войн, главный военный советник в Китае, генерал-лейтенант (1 сентября 1943 года).

## Биография
Александр Черепанов родился 9 (21) ноября 1895 в крестьянской семье в селе Кислянском Кислянской волости Челябинского уезда Оренбургской губернии, ныне село — административный центр Кислянского сельсовета Юргамышского района Курганской области. Отец Иван Миронович, мать Матрёна Терентьевна, в семье было шестеро детей.
Окончил высшее начальное училище в городе Кургане, затем учился в горном училище в Екатеринбурге, но пришлось оставить учёбу из-за отсутствия материальных средств. Летом 1913 года поступил рабочим на Сергиевско-Уфалейский горный завод, осенью 1913 года поступил на вечерние курсы землемеров при Переселенческом управлении в Омске. Весной 1915 года окончил курсы.
В мае 1915 года добровольно поступил на военную службу в русской императорской армии. В Омске окончил учебную команду и был произведен в ефрейторы, затем в младшие унтер-офицеры 26-го Сибирского стрелкового запасного батальона. В октябре 1915 г. командирован в 1-ю Иркутскую школу прапорщиков, которую окончил 1 января 1916 г. Произведен в прапорщики армейской пехоты. Назначен в запасный батальон в г. Ачинск.
Участвовал в Первой мировой войне. В марте 1916 года переведен на Северный фронт, где воевал младшим офицером в составе 8-й роты 56-го Сибирского стрелкового полка 14-й Сибирской стрелковой дивизии 6-го Сибирского армейского корпуса 12-й армии Северо-Западного фронта. В сентябре 1916 года произведён в подпоручики. В боях под Ригой 23 декабря 1916 года (Митавская операция) был ранен в левую стопу. Находился на лечении в Сводном эвакуационном госпитале № 131 при Царскосельском особом эвакуационном пункте. В марте 1917 года пожалован в поручики. 08 июня 1917 г. выздоровел и отправился к Царскосельскому уездному Воинскому начальнику, для следования по назначению. Произведен в штабс-капитаны и назначен командиром 5-й роты 56-го Сибирского стрелкового полка. Назначению воспротивился ротный комитет, который в свою очередь учитывал настроения солдат. Вскоре назначен командиром 8-й роты этого полка. Осенью 1917 года уехал с фронта на родину в отпуск.
С декабря 1917 года в Красной гвардии, участник штурма Зимнего Дворца (в книге «Поле ратное мое» А. И. Черепанов пишет, что в это время был дома в селе Кислянском, в отпуске).
В начале января 1918 года вернулся из отпуска на фронт и на следующий день избран командиром роты. В Рабоче-крестьянской Красной Армии с января 1918 года. В начале февраля 1918 года избран делегатом Съезда Советов солдатских депутатов 12-й армии (город Валк). Вскоре после съезда единогласно избран командиром 2-го Красноармейского полка сформированного из добровольцев 6-го Сибирского армейского корпуса 12-й армии. Полк принимал участие в боевых столкновениях с частями германской армии 18 февраля 1918 года под Лимбажи, 19 февраля по приказу Исполнительного комитета Советов солдатских депутатов 12-й армии полк отступил на станцию Озолы для отправки в Валмиеру, а оттуда в Псков.
23  февраля 1918 г. под Псковом  в районе станции Черёха  и  деревни Лопатино, рек Черёха и Многа    2-й  Красноармейский полк, которым командовал А.И. Черепанов, отряды псковских красногвардейцев и революционных солдат железнодорожных войск  вступили в бой с регулярными   войсками   кайзеровской Германии,  и  день начала именно этих  боёв  считается днём рождения   Красной Армии.
В  книге воспоминаний «Поле ратное моё» А.И. Черепанов написал: «До 23 февраля немцы, не встречая организованного сопротивления, быстро шли вперед. Надеясь на легкую победу, они двигались прямо эшелонами по железной дороге или на автомашинах и подводах по шоссе. Впервые враг получил серьезный отпор — хотя и от пока малочисленных отрядов молодой Красной Армии…  23 февраля 1918 г. – день  наиболее напряженных боев на петроградском направлении, день массового вступления в Красную Армию рабочих и крестьян и мобилизации всех сил и средств страны на отпор врагам революции стал считаться днем рождения Красной Армии» .
В ночь на 24 февраля 1918 г. полк, которым командовал А.И. Черепанов, отошёл на правый берег реки Черёха.
2-й красноармейский полк, выполнив свою задачу под Псковом, был переброшен в Гатчину, а затем в Копорье, на охрану южного берега Финского залива.
А.И. Черепанов участвовал в Гражданской войне. С сентября 1918 года командовал батальоном в 49-м стрелковом полку, с октября 1918 года — начальник штаба 2-й бригады 6-й стрелковой дивизии, оборонявшей подступы к Петрограду на нарвском направлении. В феврале 1919 года назначен командиром 1-го Латышского Земгальского пехотного полка, переименованного в 13-й Латышский стрелковый полк, затем 95-й стрелковый полк в составе 11-й стрелковой дивизии. Во главе полка участвовал в боях против белоэстонских войск и вооружённых формирований генерала С. Н. Булак-Балаховича, затем против войск генерала Н. Н. Юденича.
В сентябре — ноябре 1919 года временно командовал 51-й (или 3-й) бригадой 17-й стрелковой дивизией, которая занимала оборону на правом берегу р. Западная Двина под Полоцком и Витебском против войск С. Н. Булак-Балаховича.
С ноября 1919 года командир 28-й бригады 10-й стрелковой дивизии против войск генерала Н. Н. Юденича. До весны 1920 года дивизия участвовала в обороне Петрограда, позднее в составе 16-я армии воевала с поляками в районах Бобруйск — Брест — Варшава в ходе Советско-польской войны 1920 года.
После окончания войны с поляками зачислен слушателем в Военную академию РККА. Находясь на учёбе, летом 1921 года направлялся в Белорусскую ССР для борьбы с бандами атамана С. Н. Булак-Балаховича, где командовал войсками Игуменского боевого района.
В 1923 году окончил основной курс и поступил на восточный факультет Военной академии РККА. В июне 1923 года был командирован в Китай, перед командировкой стал кандидатом в члены ВКП(б). 21 июня 1923 года прибыл в Пекин, 25 января 1924 года прибыл в Кантон (Гуанчжоу). Советник в Академии Вампу С 1 мая 1924 года (официально академия открылась с 15 июня 1924 года) — военном учебном заведении для подготовки революционных офицерских кадров Китая (войска Чан Кайши), руководил организацией тактической, стрелковой и строевой подготовки, после отъезда в СССР Владимира Поляка — главный советник. В октябре 1924 года в Гуанчжоу на должность главного военного советника прибыл Василий Константинович Блюхер (цзянцзюнь Галин).
Со 2 февраля 1925 года в «первом восточном походе» из Гуанчжоу (Кантона) на Шаньтоу (Сватоу) был советником 1-го пехотного полка (командир Хэ Инцинь). 12 марта 1925 года лично участвовал в бою под Мяньху. 14 марта войска взяли Хэбо, 18 марта заняли Ухуа, 22 марта прибыли в Синнин. По окончании похода на лодке прибыл Синнина в Шаньтоу и оттуда на пароходе в Гуанчжоу. К концу мая правые гоминьдановцы стали хозяевами Гуанчжоу вместе с войсками юньнаньских и гуансийских милитаристов. 12 июня правительство Чан Кайши вернулось в Гуанчжоу.
С 10 октября 1925 года во «втором восточном походе» на Сватоу был советником при 1-й пехотной дивизии (командир Хэ Инцинь). 14 октября 1925 года взяли крепость Вэйчжоу, Хэ Инцинь стал командиром Южной группы, Черепанов остался его советником. Группа взяла Хайфын, Хэкоу и Хэбо, без боя занял Шаньтоу. К концу 1925 года юго-восточная часть Гуандуна была очищена от противника. В январе 1926 года правительственные войска заняли остров Хайнань.
В конце января 1926 года приехал в Шаньтоу, сдал дела новому советнику 1-го корпуса товарищу Зильберту и выехал в Пекин.
С февраля 1926 года член ВКП(б).
В феврале 1926 года в Пекине начальник Политуправления Рабоче-Крестьянской Красной Армии Андрей Сергеевич Бубнов предложил поехать во 2-ю народную армию Юэ Вэйцзюня в Кайфын, чтобы оценить сложившуюся там обстановку. 28 февраля 1926 года выехал в Пекин, а 2-я армия, номинально подчинявшаяся Фэн Юйсяну, вскоре была разбита.
20 марта 1926 года Чан Кайши в Гуанчжоу (Кантоне) осуществил контрреволюционный переворот, арестовав гуандунских коммунистов, но 21 марта почти все арестованные накануне коммунисты и комиссары были выпущены. Михаил Маркович Бородин приказал Черепанову с группой китайских товарищей отправиться из Пекина через Улан-Батор и Владивосток и морем в Гуанчжоу. В середине мая 1926 года вместе с В. К. Блюхером прибыл в Гуанчжоу.
С 9 июля 1926 года, во время Северного похода советник при командующем Восточным направлением Хэ Инцине. Восточному направлению, где находился 1-й корпус в составе двух дивизий (3-я и 14-я) и отдельный полк (9 тыс. человек при 7 орудиях и 34 пулеметах) под общим командованием Хэ Инциня, было приказано прикрывать восточные границы Гуандуна от возможного нападения фуцзяньских милитаристов. 8 октября 1926 года фуцзяньцы перешли в наступление. 10 октября 1926 года пять полков, сосредоточенные в Саньхэба, начав контрнаступление, заняли Дану, а 11 октября были в Тайпине. 13 октября 3-я дивизия, идущая в авангарде к северо-востоку, взяла Юндин. 14 октября вошли в Фанши и с тыла нанесли неожиданный удар по смешанной бригаде, которая готовилась к переправе через реку, прижали её подковой к воде и разгромили. Победа была полной, было взято много, пленных, 4 тыс. винтовок, 8 тыс. револьверов, 22 пулемета, 9 орудий. Дивизии были посажены на лодки и спустились вниз по реке для разгрома 1-й фуцзяньской дивизии. Дивизию прижали к морю и разоружили. После этого одна из фуцзяньских бригад, находившаяся в Фучжоу перешла на сторону Чан Кайши.
12 апреля 1927 года Чан Кайши переметнулся в лагерь реакции, Черепанов покинул Нанкин отправился в Учан накануне этих событий.
С июня 1927 года помощник командира 45-й стрелковой дивизии.
В 1928 году окончил курсы усовершенствования высшего начсостава.
В апреле 1929 года участвовал в походе Красной армии в Афганистан под командованием В. М. Примакова, а в мае, после отзыва Примакова в Москву, принял командование отрядом на территории Афганистана. Командовал отрядом под псевдонимом «Али Авзаль-хан».
С июня 1929 года командир 1-й Тихоокеанской стрелковой дивизии, участвовавшей в боях на КВЖД. В состав дивизии входили 1-й Читинский, 2-й Нерчинский и 3-й Верхнеудинский стрелковые полки. План операции предусматривал охват вражеских войск в Мишаньфу. С одной стороны действовали два полка 1-й Тихоокеанской дивизии, с другой — 9-я кавалерийская бригада. Наступавший со стороны поселка Крайний 1-й Читинский стрелковый полк должен был овладеть районом Тайпинчжин, Пумитайза и воспретить подход противника к Мишаньфу с юго-запада. 17 ноября к 16 часам город Мишаньфу был взят. Рано утром 18 ноября три вражеских полка, в том числе два кавалерийских, предприняли отчаянную попытку отбросить 1-й Читинский стрелковый полк И. Ф. Куницкого, но не смогли. В результате Мишаньфуской операции противник потерял убитыми около 1500 человек. Трофеями советских воинов стали вся боевая техника и боевые знамёна белокитайцев.
В 1931 году по приказу Наркомвоенмора в составе правительственной делегации находился в командировке в Монголии на праздновании 10-летия МНР.
Командир Петропавловского стрелкового полка (с октября 1933 по апрель 1934 года), помощник начальника (с июля 1935 года), затем — начальник Группы контроля НКО. Комдив (20 ноября 1935 года).
В июле 1938 года вновь направлен в Китай. В августе 1938 — ноябре 1939 — главный военный советник в Китае. В ходе битвы за Ухань и битвы за Чанша лично инспектировал фронт и давал советы Чан Кайши, командовавшему НРА Китая. С июня 1939 г. находился в распоряжении 11-го отдела Генштаба Красной Армии.
С декабря 1939 года старший преподаватель оперативного искусства кафедры тактики высших соединений Академии Генерального штаба им. К. Е. Ворошилова. В июне 1940 года произведен в генерал-майоры.

## Великая Отечественная война
10 июля 1941 г.  Черепанов  А.И. назначен  главным  инспектором   Северо-Западного направления (Северо-Западное направление существовало на первом этапе войны, ему подчинялись Северный фронт, Северо-Западный фронт,  Северный  и Балтийский флоты, командующий направлением маршал   Ворошилов, упразднено 27.08.1941 года).  Черепанов  участвовал в организации успешного  контрудара под Сольцами,   проведенного  14—18 июля 1941 года войсками Северо-Западного  фронта,  одного из первых успешных контрударов РККА.   В результате  контрудара   было задержано  наступление на Ленинград  немецкого     56 моторизованного  корпуса  и   нанесено серьёзное поражение   8-й  немецкой танковой  дивизии.
9 сентября 1941 года назначен на должность командующего 23-й армией. Армия удерживала 22-й Карельский укреплённый район, вела бои за Белоостров.
24 января 1943 года Черепанов  на  короткий период времени  был назначен командующим 67-й армией, в  феврале 1943 года вновь  назначен командующим 23-й армией.
1 сентября 1943 года Черепанову А.И. присвоено звание генерал - лейтенанта.
К 1943 г. 23-я армия занимала позиции на  Карельском перешейке,  передний край её обороны  против  финских войск проходил по рубежу Таппари —  Лембалово — Сестрорецк.
Армия, занимая полосу  обороны,  вела позиционные бои.   Интенсивность боевых действий на участке  23-й армии  была меньше в сравнении с другими участками фронта.  Но поговорка из  солдатского  фольклора времени войны  «В мире три нейтральные армии — шведская, турецкая и 23-я советская»   не соответствует действительности,   локальные бои были тяжёлыми и сопровождались потерями,  это  находит подтверждение в воспоминаниях фронтовиков  и  в документах армии .
Только  в январе 1944 года в  результате локальных  боевых действий и обстрелов противника  потери 23-й армии составили 122 человека убитыми, 278 человек ранеными, пропали без вести 4 человека.  Частями 23 армии проведены 1 разведка боем, 111 разведпоисков,  взяты в плен 3 солдата финской армии.  Артиллерией израсходовано 29100 снарядов, более 12000 мин.  По позициям частей  23 армии выпущено более 6000 снарядов и более 5000 мин, противник предпринял 6  разведопераций  силами от отделения до роты,  которые  проводились после сильного огневого налёта .
Относительная стабильность  в полосе обороны  армии сохранялась до мая  1944 года, когда РККА начала подготовку к наступательной операции против финских войск севернее Ленинграда.
В июне-июле  1944 года 23-я армия принимала участие в Выборгской наступательной операции Ленинградского фронта против войск  финской армии на Карельском перешейке.  11.06.44 г.,  перейдя в наступление на направлении вспомогательного удара на правом фланге  войск Ленинградского фронта,  армия успешно преодолела две сильно укреплённых долговременных оборонительных линии финнов и, выполнив приказ,  к 20.06.44 года вышла к Вуоксинской водной системе.
20.06.44 года войска генерала Черепанова  были отмечены в Приказе  Верховного Главнокомандующего .  Генерал – лейтенант Черепанов А.И. за умелое и мужественное руководство боевыми операциями и за достигнутые в результате этих операций успехи Указом  Президиума Верховного Совета СССР  от  22.06.1944 награждён  Орденом Кутузова II степени.
02.07.44 года Черепанова А.И. на посту командующего 23-й армией сменил генерал – лейтенант Швецов.   Генерал-лейтенант Черепанов был направлен  в распоряжение Ставки Верховного Главнокомандования (ВГК).
С ноября 1944 года заместитель председателя, а с мая 1947 года — председатель Союзной контрольной комиссии в Болгарии и главный советник Болгарской армии. С ноября 1947 года генерал-лейтенант А. И. Черепанов находился в распоряжении Управления внешних сношений, затем с января 1948 года — в распоряжении Главного управления  кадров Красной Армии (ГУК КА)
С мая 1948 года — заместитель начальника  Главного управления  военно-учебных заведений по научно-исследовательской работе. С сентября 1949 года по август 1952 года руководил этим управлением. На этом посту принимал активное участие в исследовательской работе, опубликовал ряд научных трудов.
В ноябре 1955 года уволен в запас.
Черепанов завещал похоронить его в городе Пскове Псковской области.
Александр Иванович Черепанов умер 6 июля 1984 года в городе Москве.
Похоронен в сквере Павших борцов в городе Пскове (пересечение ул. Кузнецкая, ул. К. Маркса, возле стены Окольного города)

## Награды и звания
- Награждён 37-ю боевыми наградами, в том числе:
- Орден Ленина (21.02.1945[12]);
- Пять орденов Красного Знамени (20.02.1928, 26.11.1930, 10.02.1943[13], 3.11.1944[14], 24.06.1948);
- Орден Кутузова II степени (22.06.1944[15]);
- Орден Красной Звезды (28.10.1967, «За активное участие в Великой Октябрьской социалистической революции, гражданской войне и в борьбе за установление Советской власти в 1917—1922 гг., в связи с пятидесятилетием Великого Октября»);
- Медаль «За оборону Ленинграда» (1.06.1943[16]);
- ряд других медалей СССР
- «Почётный гражданин г. Пскова»

Награды Российской империи
- Орден Святого Владимира IV степени с мечами и бантом, 9 (22) декабря 1916 года
- Орден Святой Анны III степени
- Орден Святого Станислава III степени
- Орден Святой Анны IV степени с надписью «За храбрость»

Иностранные ордена и медаль, в том числе
- Орден Партизанской звезды I степени, Югославия
- Орден «Георгий Димитров», Народная Республика Болгария
- Орден «9 сентября 1944 года» I степени, Народная Республика Болгария
- Орден «За храбрость», Народная Республика Болгария
- Большая лента специального класса ордена Облаков и Знамени, Китайская Республика

## Память
- Памятный знак в деревне Черёха Псковского района на месте первого боя отрядов Рабоче-Крестьянской Красной Армии против войск кайзеровской Германии [3]
- Имя Черепанова присвоено в 1994 году улице в жилом массиве у Поклонной горки г. Пскова.
- Мемориальная доска в МКОУ «Кислянская средняя общеобразовательная школа» Юргамышского района, открыта 24 февраля 2009 года

## Семья
Отец Иван Миронович, мать Матрёна Терентьевна, в семье было шестеро детей (5 сыновей и дочь).
Жена (с 1929 года) Маргарита Борисовна, дочь Елена.

## Сочинения
- Черепанов А. И. Боевое крещение. — М., 1960.
- Черепанов А. И. Первые бои Красной Армии. — М., 1961.
- Черепанов А. И. Под Псковом и Нарвой. Февраль 1918 г. — М., 1963.
- Черепанов А. И. Записки военного советника в Китае. — М.: Наука, 1964.; Изд. 2-е. — М., 1976.
- Черепанов А. И. Северный поход Национально-революционной армии Китая. (Записки военного советника). — М., 1968.
- Черепанов А. И. В боях рождённая. Изд. 3-е. — М., 1976.
- Черепанов А. И. Поле ратное моё. — М.: Воениздат, 1984.